# Divinidylle Tour
Divinidylle Tour é o terceiro álbum ao vivo da cantora francesa Vanessa Paradis, . Ele foi gravado entre novembro e dezembro de 2007 durante sua terceira turnê, a Divinidylle Tour, e lançado em setembro de 2008.
O álbum Divinidylle Tour é um registro ao vivo de Vanessa e sua banda executando todas as 11 faixas do álbum Divinidylle, assim como algumas canções de seus outros álbuns, como "Joe le taxi", "Dis-lui toi que je t'aime", "Be My Baby", etc.
São estimadas 75.000 unidades vendidas do CD na França.

## ADivinidylle Tour

### A turnê

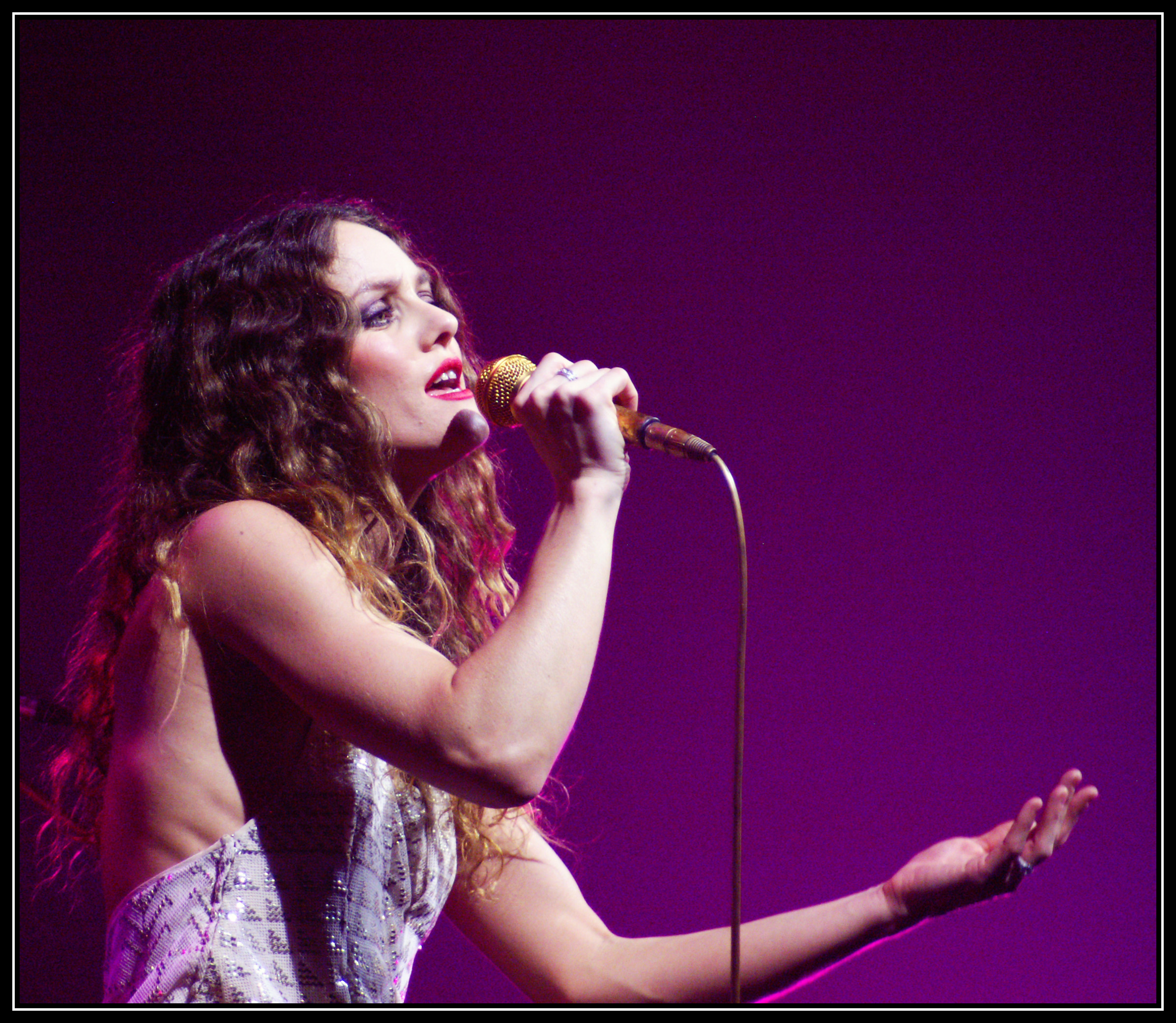
Vanessa Paradis durante um show em Châteauroux.

A Divinidylle Tour é a 3º turnê de Vanessa Paradis após a Natural High Tour em 1993 e a Bliss Tour em 2001.
Ela se divide em 3 partes:
- 16 de outubro de 2007 - Marne-la-Vallée. Esse primeiro show foi na verdade um ensaio geral diante de um público. Vanessa faz o mesmo no dia 17 e 18 de outubro em Angers.
- 26 de outubro de 2007 - Metz. O começo da turnê que chega ao fim no dia 19 de dezembro em Paris.
- 11 de julho de 2008 - Festival musical Musilac. O 1º de 10 shows numa turnê especial apenas com festivais musicais.

Vanessa fez 31 shows em 26 cidades acompanhada de sua banda: Matthieu Chedid na guitarra, Patrice Renson na bateria, Jérôme Goldet no baixo, François Lasserre na guitarra de apoio e Albin de la Simone no teclado.

### Datas da turnê 2007
- 16 de outubro - Marne-la-Vallée (Ferme du buisson)
- 17 e 18 de outubro - Angers (Chabada)
- 26 de outubro - Metz (Les Arènes)
- 28 de outubro - Beauvais (Picardie Mouv' Festival)
- 29 de outubro - Troyes (Nuits de Champagne)
- 1º de novembro - Caen (Le Zénith)
- 2 de novembro - Ruão (Le Zénith)
- 3 de novembro - Châteauroux (Tarmac)
- 8 de novembro - Nice (Palais Nikaïa)
- 9 de novembro - Montpellier (Le Zénith)
- 10 de novembro - Pau (Le Zénith)
- 13, 14 e 15 de novembro - Paris (Le Zénith)
- 17 de novembro - Nantes (Le Zénith)
- 22 de novembro - Limoges (Le Zénith)
- 23 de novembro - Toulouse (Le Zénith)
- 24 de novembro - Bordeaux (La Patinoire)
- 27 de novembro - Dijon (Le Zénith)
- 28 de novembro - Estrasburgo (Rhenus)
- 29 de novembro - Lyon (Halle Tony Garnier)
- 30 de novembro - Genève (Arena)
- 6 de dezembro - Orleães (Le Zénith)
- 7 de dezembro - Lille (Le Zénith)
- 8 de dezembro - Bruxelas (Forest National)
- 11 de dezembro - Saint-Étienne (Palais des spectacles)
- 12 de dezembro - Marselha (Le Dôme)
- 13 de dezembro - Clermont-Ferrand (Le Zénith)
- 18 de dezembro - Paris (Élysée Montmartre)
- 19 de dezembro - Paris (Bercy)

### Datas da turnê de festivais 2008
- 11 de julho - Musilac
- 14 de julho - Francofolies de la Rochelle
- 15 de julho - Festival Arcachon
- 16 de julho - Festival de Poupet
- 18 de julho - Francofolies de Spa
- 20 de julho - Festival des Vieilles Charrues
- 22 de julho - Festival de Nimes
- 23 de julho - Les Nuits de Fourvière
- 24 de julho - Festival de la Cité
- 26 de julho - Paléo Festival

## Singles
2 singles foram extraídos a partir do álbum:
- "Les Piles" (dueto com Matthieu Chedid) - Enviado à mídia em junho de 2008.
- "Joe le taxi" - Enviado à mídia em setembro de 2008.

Nenhum dos singles foi comercializado.
"Joe le taxi" teve direito à um videoclipe televisionado, que se tratava de um extrato do DVD Divinidylle Tour.

## Faixas
| #   | Título                                  | Compositor(es)                                                    | Álbum                                | Duração |
| --- | --------------------------------------- | ----------------------------------------------------------------- | ------------------------------------ | ------- |
| 1.  | "Irrésistiblement"                      | Brigitte Fontaine, Matthieu Chedid                                | Divinidylle (2007)                   | 3:21    |
| 2.  | "Divine Idylle"                         | Marcel Kanche, Georges Kretek, Matthieu Chedid                    | Divinidylle (2007)                   | 2:50    |
| 3.  | "Les Piles" (dueto com Matthieu Chedid) | Thomas Fersen                                                     | Divinidylle (2007)                   | 2:50    |
| 4.  | "Be My Baby"                            | Lenny Kravitz, Gerry DeVeaux                                      | Vanessa Paradis (1992)               | 3:39    |
| 5.  | "Dis-lui toi que je t'aime"             | Serge Gainsbourg, Franck Langolff                                 | Variations sur le même T'aime (1990) | 4:32    |
| 6.  | "Que fait la vie?"                      | Didier Golemanas, Vanessa Paradis                                 | Bliss (2000)                         | 4:24    |
| 7.  | "La Mélodie"                            | Franck Monnet, Vanessa Paradis                                    | Divinidylle (2007)                   | 5:24    |
| 8.  | "Junior Suite"                          | Didier Golemanas, Alain Chamfort                                  | Divinidylle (2007)                   | 3:36    |
| 9.  | "Varvara Pavlovna"                      | Bertrand Chatenet, Franck Langolff                                | Joe le taxi (Single) (1987)          | 2:27    |
| 10. | "Pourtant"                              | Franck Monnet, Matthieu Chedid                                    | Bliss (2000)                         | 5:56    |
| 11. | "La Bataille"                           | Franck Monnet, Vanessa Paradis                                    | Divinidylle (2007)                   | 3:40    |
| 12. | "Joe le taxi"                           | Étienne Roda-Gil, Franck Langolff                                 | M & J (1988)                         | 4:03    |
| 13. | "Emmenez-moi"                           | Charles Aznavour                                                  | Divinidylle (2007)                   | 3:54    |
| 14. | "L'Incendie"                            | Didier Golemanas, Serge Ubrette, Vanessa Paradis, Matthieu Chedid | Divinidylle (2007)                   | 4:20    |
| 15. | "Les Revenants"                         | Franck Monnet, Vanessa Paradis                                    | Divinidylle (2007)                   | 4:15    |
| 16. | "Chet Baker"                            | Jean Fauque, Matthieu Chedid                                      | Divinidylle (2007)                   | 2:58    |
| 17. | "Dès que j'te vois"                     | Matthieu Chedid                                                   | Divinidylle (2007)                   | 5:57    |
| 18. | "St. Germain"                           | Vanessa Paradis, Johnny Depp                                      | Bliss (2000)                         | 2:20    |
| 19. | "Jackadi"                               | Vanessa Paradis                                                   | Divinidylle (2007)                   | 3:37    |
| 20. | "Le Tourbillon"                         | Boris Bassiak                                                     | Divinidylle Tour (2008)              | 1:32    |

As gravações do CD ocorreram no dia 29 de novembro de 2007 (no Halle Tony Garnier), no dia 30 de novembro (na Arena em Genebra), no dia 7 de dezembro no (Le Zénith de Lille), no dia 8 de dezembro no Forest National, no dia 12 de dezembro (no Dôme de Marselha) e no dia 19 de dezembro (no Palais Omnisports de Paris-Bercy).

## DVD
O show aconteceu no dia 19 de dezembro de 2007 no Palais Omnisports de Paris-Bercy em Paris. O DVD foi lançado no dia 15 de setembro de 2008, tendo sido dirigido pelos irmãos Didier e Thierry Poiraud.
"Natural high", "Tandem", "Bliss" e um medley "La vague à lames/Scarabée" aparecem apenas no DVD.

## Premiações
O DVD ganhou o prêmio Victoires de la Musique de DVD musical do ano.

## Desempenho

### Álbum
| Chart (2008)                    | Melhor Posição |
| ------------------------------- | -------------- |
| French Albums Chart             | 5              |
| Belgian Albums Chart (Wallonia) | 5              |